# مارتین دویار
مارتین دویار (انگلیسی: Martin Douillard؛ زادهٔ ۲۰ مارس ۱۹۸۵) بازیکن فوتبال اهل فرانسه است.
از باشگاه‌هایی که در آن بازی کرده‌است می‌توان به باشگاه فوتبال لو مان و باشگاه فوتبال کلرمون فوت اشاره کرد.